# 우타카 가이토
우타카 가이토(일본어: 宇高 魁人, 1998년 8월 13일~)는 일본의 축구 선수이다.

## 구단 경력
그는 2021년 일본 풋볼 리그의 베르스파 오이타에 입단했다. 8월 FC 오사카로 이적했다. 2022년 일본 풋볼 리그 준우승으로 J3리그로 승격했다. 2024년까지 44경기에 출전하여, 3득점을 넣었다. 2025년 일본 풋볼 리그의 라인미어 아오모리로 이적했다.